# Pacyfikacja Radwanowic
Pacyfikacja Radwanowic – masowy mord ludności cywilnej w Radwanowicach, w gminie Zabierzów, w powiecie krakowskim, którego dokonały niemieckie oddziały w nocy z 20 na 21 lipca 1943 roku. Pacyfikacja wsi była odwetem za współpracę mieszkańców z organizacjami konspiracyjnymi. W czasie II wojny światowej na terenie Radwanowic działały organizacje ruchu oporu (komórka Narodowej Organizacji Wojskowej, kierowana przez Władysława Gędłka ps. „Radwan”, a następnie komórka Związku Walki Zbrojnej-Armii Krajowej). 14 marca 1945 roku ciała ofiar pacyfikacji ekshumowano i przeniesiono do wspólnej mogiły na cmentarzu w Rudawie. 21 lipca 1945 roku w miejscu zbrodni mieszkańcy postawili krzyż, a w 1964 roku w jego miejscu odsłonięto pomnik.

## Przebieg pacyfikacji
Pacyfikacja Radwanowic była jedną z akcji zorganizowanych przez dr. Alberta Schaara, niemieckiego starostę Landkreis Krakau, mających na celu zastraszenie polskiej ludności oraz odwiedzenie jej od współpracy z ruchem oporu. Istniały tu dwie organizacje wojskowe: Narodowa Organizacja Wojskowa i Bataliony Chłopskie. Przygotowania do akcji trwały kilka miesięcy. Polegały one na zbieraniu informacji o nieposłuszeństwie wobec okupanta z wykorzystaniem konfidentów, prowokatorów i współpracujących Polaków. Według niektórych źródeł bezpośrednią przyczyną pacyfikacji były zeznania Mieczysława Gędłka, który aresztowany przez Gestapo nie wytrzymał tortur i ujawnił nazwiska mieszkańców wsi powiązanych z konspiracją.
Pacyfikacją kierował komendant żandarmerii w Zabierzowie Otto Zeiss. O godzinie 4 rano wieś otoczyło około 2000 funkcjonariuszy SS, żandarmerii oraz polskiej granatowej policji, wspartych przez żołnierzy Wehrmachtu. Z krakowskiego więzienia Montelupich przywieziono także Mieczysława Gędłka, którego prowadzono przez wieś na grubym powrozie i zmuszono go do wskazywania domów osób znajdujących się na liście Gestapo. Aresztowano w ten sposób 20 osób. Miejscem przesłuchania była parcela sołtysa Józefa Walczowskiego. Brutalne śledztwo połączone było z wymyślnymi torturami, między innymi gospodarza powieszono na łańcuchu i bito do utraty przytomności. W doniesieniach Departamentu Informacji i Prasy Delegatury Rządu na Kraj znalazła się nawet informacja, iż sołtysa ukrzyżowano na drzwiach domu, przybijając gwoździami ręce i nogi, a następnie miano go bić deską nabitą gwoździami. Z kolei Mieczysława Gędłka przywiązano do drzewa i bito, a kiedy tracił przytomność kazano piętnastoletniej córce polewać go wodą.
Pozostałych mieszkańców wsi zapędzono do ogrodu sołtysa. Kazano im ułożyć się w rzędach twarzą do ziemi. Zeiss był nieusatysfakcjonowany wynikami śledztwa, gdyż uważał, że torturowani podali zbyt mało nazwisk. Podjął więc decyzję o dziesiątkowaniu. Komu wypadła liczba podzielna przez 10 – odsuwano go na bok. Procedura została przerwana po przyjeździe zastępcy krakowskiego starosty. Wybrani w dziesiątkowaniu powrócili wówczas do ogrodu. Ostatecznie na śmierć skazano 30 osób – w tym 28 mężczyzn i 2 kobiety (m.in. sołtysa, jego żonę, córkę i syna). Wybrano miejsce na grób. Był to dół, w którym znajdowało się wapno gaszone. Mieszkańcy musieli wybrać je własnoręcznie. Szef Gestapo odczytał następnie wyrok.

W imieniu wodza narodu niemieckiego i prawa wojennego Rzeszy Niemieckiej, za zorganizowanie polskich nielegalnych związków, za przechowywanie broni i nielegalnych pism, za udzieloną pomoc bandytom (tu padło kolejnych 30 nazwisk) – zostaną skazani na śmierć. Wyrok zostanie wykonany natychmiast, na miejscu.

Wyrok został wykonany w obecności mieszkańców wsi. Po egzekucji Otto Zeiss dobijał strzałem z pistoletu ofiary, które dawały jeszcze oznaki życia.
O udział w pacyfikacji, oprócz dr Alberta Schaara, zostali oskarżeni:
- SS-Untersturmführer Heinrich Balb – członek sztabu Dowódcy SS i Policji (SS- und Polizeiführer) na dystrykt krakowski, SS-Oberführera Juliana Schernera
- SS-Sturmführer Erich Olbracht – funkcjonariusz z urzędu Komendanta SD i policji bezpieczeństwa (KdS) na dystrykt krakowski;
- SS-Sturmbannführer Willi Haase – członek sztabu Dowódcy SS i Policji na dystrykt krakowski
- Rudolf Krüger – członek jednostki Schutzpolizei (pol. policji ochronnej);
- Dr Richard Wendler – gubernator dystryktu krakowskiego;
- Otto Zeiss – w 1943 komendant żandarmerii w Zabierzowie.

W gronie ofiar przeważała młodzież wiejska. Wśród zamordowanych znaleźć się miało dwóch mieszkańców Krakowa, jeden mieszkaniec Dubia oraz jeden mieszkaniec Pisar.

## Upamiętnienie
14 marca 1945 roku ciała ofiar pacyfikacji ekshumowano i przeniesiono do wspólnej mogiły na cmentarzu w Rudawie. W pogrzebie wzięło udział 10 tys. ludzi, kondukt ciągnął się na około 3 km.
21 lipca 1945 roku mieszkańcy wsi ogrodzili miejsce kaźni i postawili tam krzyż. W roku 1964 w miejscu krzyża powstał pomnik ufundowany przez fabrykę „Żelbeton” („Wibrobeton”) z Krzeszowic. Był to dar społeczeństwa Krzeszowic. 
Pomnik (według projektu architekta W. Księżyca z Brzezinki) powstał też na cmentarzu w Rudawie w miejscu grobu. Pomnik z ciosanego kamienia wapiennego wykonał Ludwik Ziemiański z synem Józefem z Dębnika. W 2000 roku postawiono tu także krzyż.
Mieszkańcy Radwanowic nie zapominają wydarzeń z 1943 roku. Co roku 21 lipca odbywają się gminne uroczystości związane z rocznicą kaźni oraz odprawiana jest msza św. w intencji jej ofiar. W 1993 roku szkoła podstawowa w Radwanowicach otrzymała imię Ofiar Pacyfikacji Radwanowic. Imię to w 2002 roku przejęła niepubliczna Integracyjna Szkoła Podstawowa, prowadzona przez Oświatowe Towarzystwo Integracyjne. Sztandar dla szkoły ufundował Juliusz Brniak (1922-2005), b. więzień niemieckiego obozu KL Sachsenhausen, który otrzymane od Niemców odszkodowanie przekazał w całości na rzecz szkoły i Fundacji im. Brata Alberta.

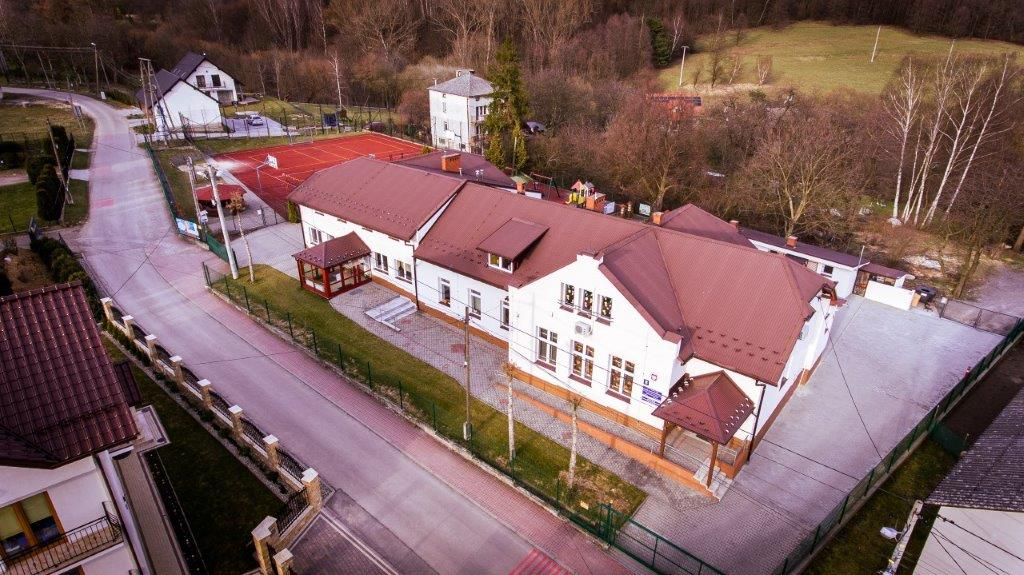
Integracyjna Szkoła Podstawowa im. Ofiar Pacyfikacji w Radwanowicach

W 1983 roku w 40. rocznicę wydany został medal pamiątkowy, który wręczono rodzinom osób pomordowanych, a Rada Państwa nadała Radwanowicom Krzyż Walecznych – informacja o tym wydarzeniu widnieje na odnowionym cokole.
W roku 1993 w Wielki Piątek ulicami wioski odbyła się Droga Krzyżowa, opracowana przez ks. prof. Andrzeja Zwolińskiego, rodem z Radwanowic. W czasie nabożeństwa rodziny ofiar niosły drewniany krzyż, który na zakończenie umieściły na miejscu straceń. Tego samego roku w 50. rocznicę pacyfikacji poświęcono „Dzwon Pojednania pw. św. Rafała Kalinowskiego”, obecnie jest on umieszczony w dzwonnicy na terenie Fundacji im. Brata Alberta. W mszy św. udział wzięli także uczniowie i nauczyciele z Belgii, którzy pracowali przy budowie Warsztatów Terapii Zajęciowej, oraz niemieccy dobroczyńcy Fundacji, w tym Hans Karl z Kirchenthumbach i Winfried Harendza z Lüneburga. Całość uroczystości wspierał Arno Baur z Kressbronn, który w ramach pojednania organizował przez wiele lat dla mieszkańców Radwanowic wyjazdy zarobkowe do Niemiec. W 2000 r. przedstawiciele Radwanowic złożyli w Mauzoleum Martyrologii Wsi Polskich w Michniowie ziemię z wioski i ustawili pamiątkowy krzyż. 
W 2008 roku w 65. rocznicę pacyfikacji odsłonięto odnowiony przebudowany Pomnik Ofiar Pacyfikacji w Radwanowicach. Powstał on według projektu Piotra Sobańskiego z funduszu gminy, ma nowy cokół i metalowy krzyż, został ogrodzony łańcuchami, a na cokole znajduje się tablica z czarnego marmuru z nazwiskami. 
W 70. rocznicę zakończono renowację pomnika na cmentarzu oraz przygotowano publikację „Jak słodko i zaszczytnie jest umrzeć za Ojczyznę – 70. rocznica pacyfikacji w Radwanowicach” (autorzy: Leszek Sibila, Dorota Strojanowska, dr Mateusz Wyżga). W 2013 roku w uroczystościach rocznicowych uczestniczyli m.in. Władysław Gędłek, komendant powiatowy Narodowej Organizacji Wojskowej i żołnierz AK, który w czasie pacyfikacji otrzymał wyrok śmierci zaocznie. Zamordowano wtedy jego 20-letnią żonę i brata. Obecny był także Jerzy Walczowski, syn sołtysa, który w 1943 roku miał 13 lat.
Staraniem fundacji Forum Rozwoju Inicjatyw Lokalnych z Krakowa, przy wsparciu powiatu krakowskiego, powstał także film dokumentalny prezentujący wspomnienia świadków pacyfikacji. Autorką zdjęć i scenariusza jest Gabriela Mruszczak.

### Inskrypcje na tablicach
W TYM MIEJSCU, W DNIU 21.VII. 1943. HITLEROWSCY OKUPANCI
ZAMORDOWALI 30 MIESZKAŃCÓW WSI RADWANOWICE

„... A KIEDY TRZEBA, NA ŚMIERĆ IDĄ PO KOLEI
JAK KAMIENIE PRZEZ BOGA RZUCANE NA SZANIEC”
SŁOWACKI
W XX ROCZNICĘ PACYFIKACJI

| - WALCZOWSKI JÓZEF 45 - WALCZOWSKA MARIA 44 - WALCZOWSKI EUGENIUSZ 18 - WALCZOWSKI PIOTR 31 - WALCZOWSKI JAN 31 - WALCZOWSKI ADAM 18 - WALCZOWSKI HENRYK 18 - WÓJCIK STANISŁAW 38 - LIS WŁADYSŁAW 35 - SZLACHTA STANISŁAW 32 | - BARTOSIK JAN 20 - GĘDŁEK HELENA 20 - GĘDŁEK CZESŁAW 25 - GĘDŁEK MIECZYSŁAW 28 - GĘDŁEK TADEUSZ 18 - MADEJA JÓZEF 27 - MADEJA CZESŁAW 25 - MADEJA MARIAN 22 - MITOŃSKI TEODOR 24 - MICEUSZ PIOTR 20 | - KUTERNOGA ADAM 17 - KUTERNOGA STANISŁAW 52 - KOŁACZ STANISŁAW 28 - KALISZ TADEUSZ 21 - KORBIEL PIOTR 32 - NOWORYTA JÓZEF 27 - NOWORYTA STANISŁAW 21 - CHMIELOWSKI JAN 19 - CHOJNACKI STANISŁAW 20 - CHUDZIK JAN 21 |
| CZEŚĆ ICH PAMIĘCI | | |
| 1943 – 1993 | | |

RADA PAŃSTWA
UCHWAŁĄ Z DN. 1 X 1983
ODZNACZYŁA WIEŚ RADWANOWICE
KRZYŻEM WALECZNYCH
W 40 ROCZNICE PACYFIKACJI
ZA CZYNY, MĘSTWO I ODWAGĘ
WYKAZANE W WALKACH
Z HITLEROWSKIM OKUPANTEM
WYKONAWCA I FUNDATOR J. ZIĘBIŃSKI

PANIE ŻYJEMY BO CHCIAŁEŚ
UMARLIŚMY BO TAKA BYŁA WOLA TWOJA
ZBAW, BO MOŻESZ